# Trigueros (kommunhuvudort)
Trigueros är en kommunhuvudort i Spanien.   Den ligger i provinsen Provincia de Huelva och regionen Andalusien, i den sydvästra delen av landet, 400 km sydväst om huvudstaden Madrid. Trigueros ligger 75 meter över havet och antalet invånare är 7 221.
Terrängen runt Trigueros är platt, och sluttar söderut. Runt Trigueros är det glesbefolkat, med 20 invånare per kvadratkilometer. Närmaste större samhälle är Huelva, 16,6 km sydväst om Trigueros. Trakten runt Trigueros består till största delen av jordbruksmark.